# Gimhavane
Gimhavane es una ciudad censal situada en el distrito de Ratnagiri en el estado de Maharashtra (India). Su población es de 5025 habitantes (2011). Se encuentra a 98 km de Ratnagiri y 120 km de Pune.

## Demografía
Según el censo de 2011 la población de Gimhavane era de 5025 habitantes, de los cuales 2501 eran hombres y 2524 eran mujeres. Gimhavane tiene una tasa media de alfabetización del 93,10%, superior a la media estatal del 82,34%: la alfabetización masculina es del 96,72%, y la alfabetización femenina del 89,58%.